# Walvis Bay
Walvis Bay er en havneby i Namibia. Tidligere tilhørte den Sydafrika. Byen har 102.704 (2023) indbyggere.